# Insatsoptik
Insatsoptik är en liten plast- eller metallbåge som fästes på insidan av ett par kupade sportglasögon som är förberedda för detta. Med insatsoptik kan man med specialslipade glas korrigera både brytningsfel och höga styrkor. Man kan också få flerfokusglas som till exempel "sportprogressiva" eller bifokalglas. 